# Carpi FC 1909
A Carpi FC 1909 egy olasz csapat Carpiból. A klubot 1909-ben alapították. A csapat stadionja a Stadio Alberto Braglia, amely 21151 fő befogadására alkalmas.

## Jelenlegi játékosok
2016. augusztus 30.
| #  |     | Poszt | Név                                               |
| -- | --- | ----- | ------------------------------------------------- |
| 1  | ITA | K     | Simone Colombi (kölcsönben a Cagliari csapatától) |
| 3  | ITA | V     | Gaetano Letizia                                   |
| 4  | ITA | V     | Alessio Sabbione                                  |
| 5  | SVN | V     | Aljaž Struna                                      |
| 6  | ITA | V     | Riccardo Gagliolo                                 |
| 8  | ITA | KP    | Raffaele Bianco                                   |
| 9  | ITA | CS    | Gianmario Comi                                    |
| 10 | ITA | CS    | Andrea Catellani (kölcsönben a Spezia csapatától) |
| 11 | ITA | KP    | Antonio Di Gaudio                                 |
| 12 | SVN | K     | Vid Belec                                         |
| 13 | ITA | V     | Fabrizio Poli                                     |
| 14 | ITA | CS    | Alfredo Bifulco (kölcsönben a Napoli csapatától)  |
| 15 | ITA | CS    | Kevin Lasagna                                     |

| #  |     | Poszt | Név                                                 |
| -- | --- | ----- | --------------------------------------------------- |
| 16 | GAM | CS    | Lamin Jawo                                          |
| 17 | ITA | KP    | Marco Crimi                                         |
| 18 | ITA | K     | Lorenzo Montipò (kölcsönben a Novara csapatától)    |
| 19 | ITA | KP    | Lorenzo Pasciuti                                    |
| 20 | ITA | KP    | Lorenzo Lollo                                       |
| 21 | ITA | V     | Simone Romagnoli                                    |
| 22 | SRB | K     | Lazar Petković                                      |
| 23 | ITA | V     | Leonardo Blanchard                                  |
| 24 | SEN | KP    | Maodo Malick Mbaye (kölcsönben a Chievo csapatától) |
| 26 | ITA | CS    | Michael De Marchi                                   |
| 27 | GHA | KP    | Abdallah Basit                                      |

## Eredmények

### Hazai

#### Bajnokságok
- Serie B: 2014–15
- Seconda Divisione: 1922–23
- Serie C: 1945–46
- Lega Pro Seconda Divisione/Girone A: 2010–11
- Serie D: 1963–64, 1973–74, 1977–78

#### Területi
- Promozione: 1914–15
- Prima Divisione: 1949–50
- Prima Categoria: 1960–61, 1961–62